# Галове (заказник)
Га́лове — гідрологічний заказник місцевого значення. Розташований неподалік від села Любовичі Коростенського району Житомирської області, в межах Любовицького лісництва — квартал 39.
Площа заказника — 15 га. Створений рішенням №489 виконкому Житомирської області від 3 грудня 1982 року. Підпорядкований Любовицькому лісництву.
Охороняється сфагново-осокове низинне болото із осоковими і злаковими угрупованнями. Заказник є регулятором рівня ґрунтових вод і стабілізатором мікроклімату прилеглих територій, регулятором водного режиму малих річок басейну річки Ірша. «Галове» є місцем відтворення та розповсюдження природним шляхом флори та фауни правобережного Полісся. На території заказника гніздуються болотні та водоплавні птахи, нараховується близько 15 видів земноводних і плазунів.

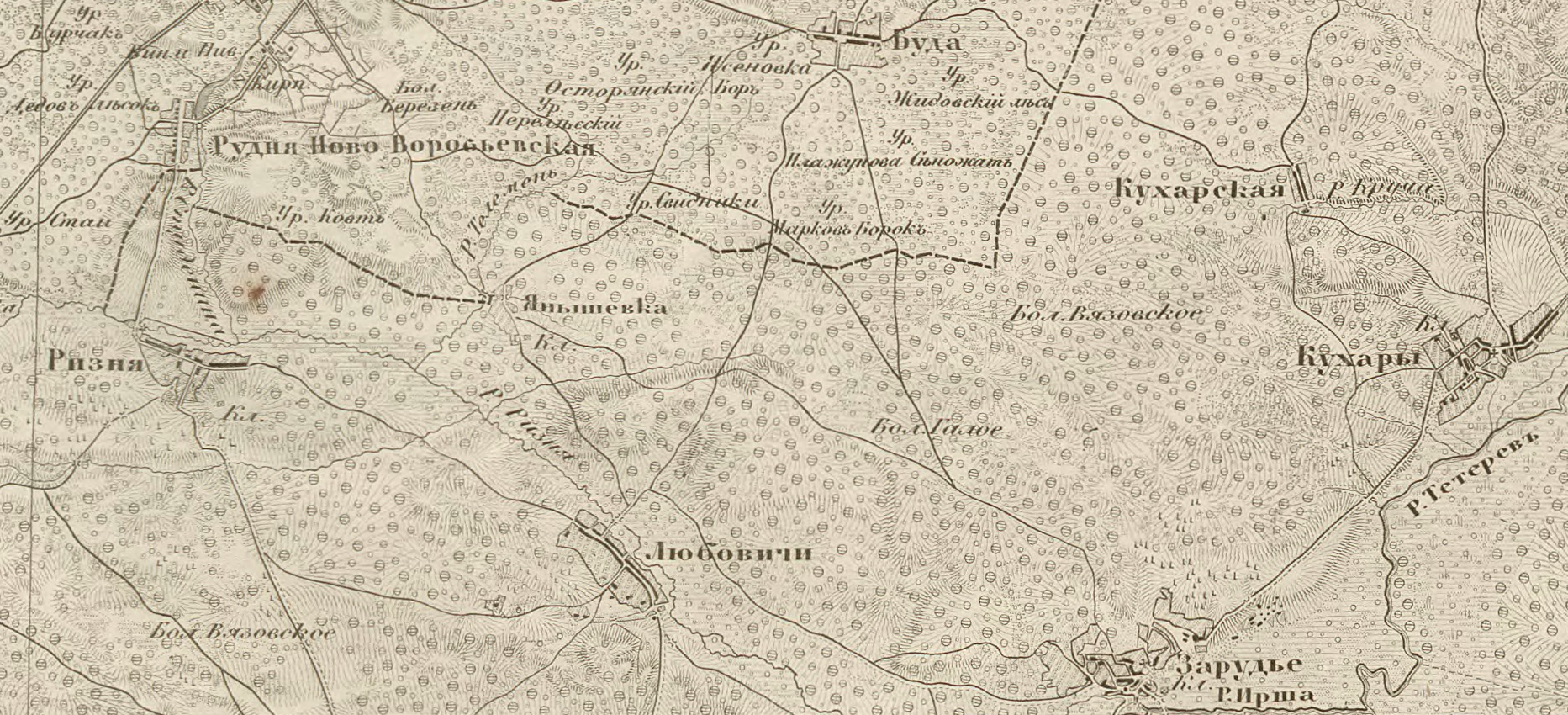
«Галове» (Бол. Галое) на російській військово-топографічній мапі Київської губернії (на північний схід від села Любовичі), 1868 рік